# Terry-Thomas
Terry-Thomas (geboren als Thomas Terry Hoar-Stevens, Finchley, Londen, 14 juli 1911 – Surrey, 8 januari 1990) was een Brits komisch acteur. Hij was vooral bekend voor zijn rollen als iemand van de hogere klasse, zijn diasteem, en zijn catchphrases als "You're an absolute shower!" en "Good show!"

## Biografie
Terry-Thomas volgde een opleiding aan het Ardingly College. Zijn eerste baan was als klerk bij Union Cold Storage Co, maar al snel maakte hij de overstap naar de showbusiness. Hij werkte als cabaretier en speelde bijrolletjes in enkele films. Tijdens de Tweede Wereldoorlog brak hij door als entertainer. Na de oorlog werkte hij bij de radio en tv. In de jaren vijftig begon hij met het ontwikkelen van zijn bekende rollen en personages, beginnend met een rol in de televisieserie How Do You View?, en vervolgens in films. Zijn bekendste catchphrase, "you're an absolute shower", kwam van zijn rol als Major Hitchcock in John en Roy Boulting's Private's Progress (1956). Hij vertolkte de rol van Hitchcock ook in I'm All Right Jack (1959).
In de jaren zestig speelde hij een groot aantal vaak kwaadaardige, sullige personages. In 1966 speelde Thomas een beduidend andere rol in de Franse (komische) film La Grande Vadrouille, die gedurende 40 jaar werd gezien als de meest succesvolle Franse film ooit. In de jaren zeventig speelde hij opnieuw enkele personages uit zijn allereerste films, samen met Eric Sykes.
Terry-Thomas is twee keer getrouwd geweest. Eerst met Ida Patlanski van 1938 tot 1962, en daarna met Belinda Cunningham van 1963 tot aan zijn dood in 1990. Hij had twee zonen.
In 1971 werd de ziekte van Parkinson bij hem vastgesteld. In 1977 moest hij derhalve met pensioen gaan. In 1989 organiseerden schrijver Richard Hope-Hawkins en acteur Jack Douglas een benefietconcert voor Thomas. De show bracht £75.000 op voor zowel Thomas als de Parkinson's Disease Society.

Terry-Thomas stierf op 78-jarige leeftijd in het Busbridge Hall verzorgingstehuis.

## Filmografie
- Once in a Million (1935)
- Rhythm in the Air (1936)
- Sam Goes Shopping (1939)
- For Freedom (1940)
- If You Don't Save Paper (1948) (kort) als Shop Assistent
- A Date with a Dream (1948)
- Melody Club (1949) als Freddy Forrester.
- What's Cooking (1951) (short) als Husband.
- The Green Man (1956)
- Private's Progress (1956) als Major Hitchcock
- Lucky Jim (1957)
- Brothers in Law (1957)
- The Naked Truth (1957) als Lord Mayley
- Blue Murder at St Trinian's (1957) als Captain Romney Carlton-Ricketts
- Happy is the Bride (1958) als Policeman
- Tom Thumb (1958) als Ivan
- I'm All Right Jack (1959) Major Hitchcock
- Carlton-Browne of the FO (1959)
- Too Many Crooks (1959) als Billy Gordon
- Make Mine Mink (1960) als Major Albert Rayne
- School for Scoundrels (1960)
- A Matter of WHO (1961) als Bannister
- His and Hers (1961) als Reggie Blake
- Operation Snatch (1962) als Lt. 'Piggy' Wigg
- The Wonderful World of the Brothers Grimm (1962)
- Bachelor Flat (1962) als Professor Bruce Patterson
- Kill or Cure (1962) als Jerry Barkey-Rynde
- It's a Mad, Mad, Mad, Mad World (1963) als Lt. Col. Algernon Hawthorne
- The Mouse on the Moon (1963) als Spender
- The Wild Affair (1965) als Godfrey Deane
- You Must Be Joking (1965) Major Foskett
- Strange Bedfellows (1965)
- How to Murder Your Wife (1965) als Charles
- Those Magnificent Men in their Flying Machines (1965) als Sir Percy Ware-Armitage
- The Sandwich Man (1966) als Scoutmaster
- The Daydreamer (1966) als Brigadier Zachary Zilch
- Our Man in Marrakesh (1966) als El Caid
- La Grande Vadrouille (1966) als Sir Reginald
- Top Crack (1966)
- Munster, Go Home! (1966) als Cousin Freddie Munster
- Se Tutte le Donne del Mondo (1966)
- Dr. Coppelius (1966)
- Jules Verne's Rocket to the Moon (1967) als Captain Sir Harry Washington-Smythe
- Arabella (1967) als de hotelmanager
- Don't Raise the Bridge, Lower the River (1967)
- A Guide for the Married Man (1967) als Technical Advisor
- The Perils of Pauline (1967) als Sten Martin
- Arriva Dorellik (1967) als Commissario Green
- Seven Times Seven (1968)
- Diabolik (1968) als Minister van Financiën
- How Sweet It Is! (1968) als Gilbert Tilly
- Sette volte sette (1968) als Police Inspector
- Where Were You When the Lights Went Out? (1968) als Ladislaus Walichek
- Monte Carlo or Bust (1969) als Sir Cuthbert Ware-Armitage.
- It's Your Move (1969) als Il direttore Dorgeant
- 2000 Years Later (1969) als Goodwyn
- 12 + 1 (1969) als Albert
- Arthur!Arthur! (1969)
- Le Mur de l'Atlantique (1970) als Perry
- The Abominable Dr. Phibes (1971)
- Dr. Phibes Rises Again (1972)
- The Cherry Picker (1972) als Appleby
- Special London Bridge Special (1972) als Bus Conductor
- Robin Hood (1973), als de stem van Sir Hiss
- The Vault of Horror (1973) als Critchit
- Eroi, Gli (1973) als John Cooper
- Side by Side (1975) als Max Nugget
- Spanish Fly (1975) als Sir Percy De Courcy
- The Bawdy Adventures of Tom Jones (1976)
- The Hound of the Baskervilles (1978), zijn laatste filmrol.